# Pauline Boudry / Renate Lorenz
Pauline Boudry (geboren 1972 in Lausanne, Schweiz) und Renate Lorenz (geboren 1963 in Berlin, Deutschland) sind ein Berliner Künstlerinnen-Duo, die seit 2006 zusammenarbeiten. Sie produzieren filmische Installationen, die historisches Material, eine Partitur, ein Musikstück, einen Film, eine Fotografie oder Performance zitieren und bearbeiten. Sie reflektieren in ihren Arbeiten ebenfalls die kritische Geschichte der Fotografie und des Bewegtbildes selbst. 2019 stellen sie im Schweizer Pavillon auf der 58. Biennale von Venedig aus.

## Leben und Werk
Das Duo setzt Performance ein, um Verkörperungen herzustellen, die unterschiedliche Zeiten zusammenfallen lassen und illegitime Kollaboration herstellen – zum Teil fiktional, zum Teil cross-temporal. Ihre Arbeit To Valerie Solanas and Marilyn Monroe, In Recognition of their Desperation (2013) basiert auf der gleichnamigen Partitur der feministischen Avant-garde Komponistin Pauline Oliveros (1970), gefilmt im Funkhaus Nalepastraße, den früheren GDR Radio Studios in Berlin, unter Mitwirkung der Musikerinnen Rachel Aggs, Peaches, Catriona Shaw, Verity Susman, Ginger Brooks Takahashi, William Wheeler. Die Arbeit hatte ihre Premiere als Teil der Einzelausstellung Patriarchal Poetry im Badischen Kunstverein, Karlsruhe, im Herbst 2013 und wurde im Museum of Modern Art, New York, in einer Veranstaltung gezeigt in Anwesenheit von Oliveros und Gregg Bordowitz im Mai 2014. In I Want inszenieren sie ein Treffen zwischen der Punk-Autorin Kathy Acker, der Künstlerin Sharon Hayes und der Transgender-Aktivistin und Gefängnis-Abolitionistin Chelsea Manning, die im Jahr 2010 Informationen über den Irak-Krieg über WikiLeaks geleakt hat. Sämtliche Performerinnen in ihren Filmen sind Choreographinnen, Tänzerinnen, Künstlerinnen und Musikerinnen, mit denen Boudry/Lorenz über Jahre Gespräche unterhalten über Performance, die Bedeutung von Sichtbarkeit seit dem Anfang der Moderne, über die Pathologisierung von Körpern, aber auch über Freundschaft, Glamour und Widerstand.
Zu den Einzelausstellungen neueren Datums zählen Improvisation télépathique, am Centre Culturel Suisse, Paris, 2018; Everybody talks about the weather... we don’t bei Participant Inc., New York, 2017; Loving, Repeating, Kunsthalle Wien, 2015; Portrait of an Eye, Kunsthalle Zürich, 2015; Aftershow, CAPC, Bordeaux, 2013; Toxic Play in Two Acts, South London Gallery, 2012; Contagieux! Rapports contre la normalité, Centre d’Art Contemporain, Genf, 2011. Boudry/Lorenz repräsentieren die Schweiz an der 58. Venedig Biennale, 2019, Kuratorin war Charlotte Laubard.
Ihre Arbeiten sind Gegenstand von Texten von Theoretikerinnen und Theoretikern wie André Lepecki, Gregg Bordowitz, Antke Engel und Mathias Danbolt. Ihre Kataloge umfassen Telepathic Improvisation, herausgegeben von CAMH Houston, 2018, I Want, herausgegeben von Sternberg Press, 2015; Aftershow, herausgegeben von Sternberg Press, 2014 und Temporal Drag, herausgegeben von Hatje Cantz, 2011.